# Неборак, Виктор Владимирович
Ви́ктор Влади́мирович Небора́к (родился 9 мая 1961, Ивано-Франково, Львовская область, УССР) — украинский поэт, прозаик, литературовед и переводчик, эссеист. Живёт и работает во Львове. Участник литературных групп «Бу-Ба-Бу», «Псы святого Юра».

## Поэтические сборники
- «Янтарное время» (1987, Бурштиновий час: Поезії. — Львів: Каменяр, 1987.),
- «Летающая голова» (1990, Літаюча голова: Вірші. — К: Молодь, 1990.),
- «Alter Ego» (1993, Alter ego: Поезії 1980 — 1990 років. — К: Український письменник, 1993.),
- «Разговор со слугой» (1994, Розмова зі слугою. — Івано-Франківськ, 1994.),
- «Эпос про тридцать пятый дом» (1999, Епос про тридцять п’яту хату. — Львів: Аз-Арт, 1999.).

## Другие сочинения
- «Дополненная биография» (1995, Доповнена біографія // БУ-БА-БУ. Т.в.о. /…/ри. — Львів: Каменяр, 1995.)
- «Возвращение в Леополис» (1998, Повернення в Леополіс. — Львів: Класика, 1998.),
- «ЛИТОСТРОТОН» (2001, ЛІТОСТРОТОН (книга зібраного). — Львів: Видавництво Львівської політехніки, 2001. — 504 с.),
- «Введение в Бу-Ба-Бу» (2001, Введення у Бу-Ба-Бу (Есеїстика, хронопис кінця тисячоліття). — Львів: Класика, 2001. — 256 с.),
- «Перечитанная „Энеида“» (2001, Перечитана «Енеїда» (спроба сенсового прочитання «Енеїди» Івана Котляревського на тлі зіставлення її з «Енеїдою» Вергілія). — Львів: ЛВІЛШ — Астрон, 2001. — 282 с.).
- «Базилевс: Новонайденные разделы Львовской Книги Перемещений, переписанной в 2005 году» (2006, роман).

## Анализ творчества
Поэтическое творчество Виктора Неборака преимущественно рассматривают в более широком контексте литературной группы «Бу-ба-бу», к которой также принадлежат Юрий Андрухович и Александр Ирванец. Неборак является одним из соучредителей этой группы, творцом названия группы (аббревиатура от предложенной Андруховичем триады «бурлеск — балаган — буффонада»), а в пародийно-иронической бубабистский иерархии носит звание Прокуратора.
«Пред-бубабистский» Неборак (сборник поэзий «Янтарное время», 1987) — поэт скорее романтичного, иногда даже сентиментального склада, в то же время уже с выразительным ироническим и урбанистическим мировосприятием. Начиная с ранних поэтических деклараций одним из главных героев творчества Неборака становится его родной город Львов. С годами частое обращение Неборака к сугубо львовским темам и образам приобрело признаки последовательной программности и даже некоторую нарочитость.
Своеобразным апогеем «бубабизма» стал сборник поэзий «Летающая голова» (1990) — полифоническая «книга-карнавал», в которой в полной мере раскрываются и совмещаются раблезианско-ренессансное мировоззрение автора и высокотехническая манера стихосложения. Именно с момента выхода «Летающей головы» в украинской литературной критике начинают говорить о постмодернизме и необарокко. Автор сборника концепционально усваивает знаки массовой молодёжной культуры (сфера рок-музыки, шоу-бизнеса, молодежной моды, сленговые вкрапления в лексике и тому подобное).
Сборник «Alter ego» (1993) — книга преимущественно верлибровая, по жанру лирико-медитативная, с претензией на экзистенциально-философские обобщения относительно «фундаментов бытия», в то же время с характерными всплесками самоиронии, как например, в стихотворении «Ужин».
Сборник «Разговор со слугой» (1994), задуманный как своеобразное продолжение карнавала «Летающей головы» на новой ступени, в то же время отразила значительные изменения в авторовском мироощущении. При всей внешней игривости и версификаторской изысканности (само художественно техническое оформление сборника решалось как элемент игры — внешне это должно было быть нечто наподобие интимной исписаной от руки тетради) она прежде всего свидетельствует об ощутимом посерьёзнении и постепенном обращении автора к традиционно консервативным, иногда даже фундаменталистским ценностям.
Окончательно новые поэтические качества Неборака засвидетельствованы в его сборнике «Эпос про тридцать пятую хату» (1999). Как задекларировано уже в аннотации, ключевой для неё является «проблема укоренения, отыскания экзистенциальных ценностей в пределах малой родины». Для «Эпоса» характерен показ наглядно по крайней мере нескольких творческих метаморфоз поэта. Ироническая полифония переросла в проповедническую, временами саркастическую, карнавальную — с разного рода обращениями, посланиями, письмами и другими, преисполнеными риторики и монологических форм; богемно-легкомысленное, праздничное восприятие жизни перешло в убежденное отстаивание традиционно-христианских семейно-бытовых основ.
Виктор Неборак экспериментировал с рок-музыкой, особенно в первой половине 1990-х годов (аудиокассета «Неборок», 1995), а его долговременные проекты «Реберитация» и «Третье тысячелетие», которые повлияли на формирование в современном Львове новой художественно-литературной среды.

## Награды
Лауреат премий им. Гелены Щербань-Лапики (1996), им. Павла Тычины (2002) и им. Богдана Лепкого (2006).

## Семья
Женат, воспитывает трёх дочерей.

### Стихи
- Избранные стихотворения (укр.) на ukrart.lviv.ua
- Избранные стихотворения (укр.) на maysterni.com
- Избранные стихотворения (укр.) на poetry.uazone.net

### Критика
- Библиотека журнала «Ї» (укр.)
- Неборак відпускає на волю тіло